# Coda (Star Trek: Voyager)
"Coda" (títol original en anglès "Coda") és el quinzè episodi de la tercera temporada i el 57è del total de la sèrie de televisió de ciència-ficció estatunidenca Star Trek: Voyager. Va ser dirigit per Nancy Malone  amb un guió de Jeri Taylor. Fou emès a la televisió el 29 de gener de 1997 a la cadena UPN.
Ambientada al segle XXIV, la sèrie segueix les aventures de la tripulació de la Flota Estel·lar i els Maquis de la nau estel·lar USS Voyager després de quedar encallats al Quadrant Delta a desenes de milers d’anys llum de distància de la resta de la Federació. Aquest episodi se centra en els personatges Janeway i Chakotay, que viatgen en llançadora de tornada a l'USS Voyager quan tenen un incident.

## Argument
Janeway i Chakotay viatgen de tornada a la Voyager en una llançadora quan són obligats a baixar per una interferència elèctrica d'un planeta proper. Janeway resulta greument ferida en l'accident i ha de ser reanimada per Chakotay mitjançant RCP i cordrazina. Janeway activa el seu senyal de localització i llavors s'adona que això mostra als Vidiians (que Chakotay descobreix que els han abatut) exactament on trobar-los. Intenta desactivar-lo, però els Vidiians ja han aterrat. Aleshores són capturats i assassinats pels Vidiians (Chakotay rep un tret, Janeway és estrangulada).
Janeway es troba de nou a la llançadora; ella i Chakotay tenen una vaga consciència que no tot va bé. Rastregen una nau de guerra vidiiana en un curs d'intercepció i estan decidides a no cometre els mateixos errors que abans. Després d'una breu batalla, el nucli de curvatura de la seva llançadora es desestabilitza i explota. Janeway i Chakotay tornen a estar just on van començar: a la llançadora. Aleshores, tornen a veure vidiians (aquesta vegada dues naus) en un curs d'intercepció, i quan fan passos per intentar escapar del bucle temporal aparent, les naus vidiianes desapareixen sobtadament. La "Voyager" els contacta i els porta de tornada sans i estalvis. Tanmateix, Janeway comença a mostrar signes de desorientació.
El Doctor informa a Janeway que ha estat infectada per una soca virulenta de fàgia vidiiana; per al seu horror, el Doctor l'eutanasia amb gas nerviós. Aleshores, una vegada més, Janeway i Chakotay tornen a la llançadora. Veuen una estranya llum brillant davant seu que s'acosta a la seva llançadora; de sobte els engoleix. A continuació, Janeway es troba en una experiència extracorporal. Veu Chakotay intentant, sense èxit, reanimar-la. Els membres de la tripulació arriben i la transporten directament a la infermeria, i el seu "esperit" la segueix, intentant sense èxit contactar amb la tripulació. El Doctor i la Kes mostren alguns signes de vida, però finalment, la Janeway mor.
Janeway es troba a continuació amb l'"esperit" del seu "pare", que és allà per transferir-la al "més enllà". Ell li permet quedar-se al seu funeral. Alguna cosa en tot plegat no li sembla bé. Poc després del seu servei commemoratiu, en què B'Elanna Torres i Harry Kim fan una declaració sentida sobre ella, ella ajorna anar amb el seu "pare" per poder esbrinar què està passant.
De sobte, té una visió d'ella mirant a Chakotay i al Doctor, encara a la superfície del planeta, com si encara intentessin reanimar-la. Una segona i una tercera visió fan evident que tot això és una estratagema, i el seu "pare" és en realitat un ésser no corporal que intenta convèncer el seu esperit d'allunyar-se del seu cos perquè pugui alimentar-se'n. Ella es nega a anar-hi, i finalment aconsegueixen reanimar-la. Es recupera completament a la "Voyager". Janeway convida Chakotay a una holocita per celebrar el seu retorn a la vida, i ell accepta.

## Actors convidats
- Len Cariou - Almirall Janeway

## Recepció
El 2018, TheGamer va classificar aquest primer entre els 25 episodis més esgarrifosos de totes les sèries Star Trek. El 2019, les accions de Janeway en aquest episodi van ser classificades com un dels seus cinc millors moments com a capitana per Screen Rant. La feliciten per ser tan dedicada a la seva tripulació, que malgrat alguns problemes de caràcter demostra com estima la seva tripulació, i ells li corresponen. És aquesta lleialtat i tossuderia la que la salva de quedar atrapada per un extraterrestre quasi espiritualista que apareix en aquest episodi. Van assenyalar que aquest episodi toca un tema comú de "Star Trek" sobre l'espiritualitat que va malament, però va destacar la demostració de la tripulació del personatge de Janeway.
El 2020, Den of Geek va classificar aquest episodi com el desè episodi més terrorífic de la franquícia Star Trek.
Tor.com li va donar un 5 sobre 10 i va elogiar l'elecció de Len Cariou com a pare de Janeway. Assenyalen que l'escriptora de l'episodi, Jeri Taylor, va ampliar la informació sobre la família de Janeway a la novel·la Mosaic.

## Mitjans domèstics
Aquest episodi es va publicar en DVD el 6 de juliol de 2004, com a part de Star Trek Voyager: Complete Third Season, amb àudio Dolby 5.1 surround. El DVD de la temporada 3 es va publicar al Regne Unit el 6 de setembre de 2004.
El 2017, la sèrie de televisió completa Star Trek: Voyager es va publicar en una caixa recopilatòria de DVD, que l'incloïa com a part dels discs de la temporada 3.